# Yuli Veen
Yuli Veen (10 maart 1983) is een Nederlands langebaanschaatsster.
In 2001 startte zij op de NK Afstanden op de 500 meter.

## Records

### Persoonlijke records[3]
| Afstand    | Tijd    | Datum            | Baan       |
| ---------- | ------- | ---------------- | ---------- |
| 500 meter  | 42,05   | 19 november 2000 | Alkmaar    |
| 1000 meter | 1.26,23 | 19 november 2000 | Alkmaar    |
| 1500 meter | 2.14,79 | 19 november 2000 | Alkmaar    |
| 3000 meter | 4.46,68 | 2 februari 2004  | Heerenveen |